# 2014 BV64
2014 BV64, também escrito como 2014 BV64, é um objeto transnetuniano que está localizado no Cinturão de Kuiper, uma região do Sistema Solar. Este corpo celeste classificado como provável um cubewano. Ele possui uma magnitude absoluta de 4,5 e tem um diâmetro estimado em torno de 554 km. O astrônomo Mike Brown lista este objeto em sua página na internet como um candidato a possível planeta anão.

## Descoberta
2014 BV64 foi descoberto no dia 26 de janeiro de 2014 pelo Pan-STARRS 1.

## Órbita
A órbita de 2014 BV64 tem uma excentricidade de 0,145 e possui um semieixo maior de 46,013 UA. O seu periélio leva o mesmo a uma distância de 39,345 UA em relação ao Sol e seu afélio a 52,680 UA.